# Philipp Quiring
Philipp René Quiring (* 1988 in Offenbach am Main) ist ein deutscher Moderator, Regisseur und Drehbuchautor im Bereich Musikjournalismus. Quiring moderiert im Hörfunk die „WDR 3 Tonart“, das „WDR 3 Konzert“ sowie das „ARD Konzert“. In Konzert- und Autoren-Sendungen des Deutschlandfunk ist er ebenso regelmäßig zu hören. Im Deutschlandfunk Kultur moderierte er die „Tonart Klassik“.

## Leben
Quiring studierte in Dortmund Musikjournalismus mit Hauptfach Klavier.
Als Lehrbeauftragter gibt er Seminare an der Humboldt-Universität zu Berlin, der Ruprecht-Karls-Universität Heidelberg, der Goethe-Universität Frankfurt am Main und an der Hochschule für Musik Franz Liszt Weimar.
Er realisierte Filme für verschiedene öffentlich-rechtliche Fernsehsender.

## Filmografie

### Als Autor/Regisseur
- Nikolaus Harnoncourt dirigiert Monteverdi, ZDF/ARTE, sounding images: Dokumentarfilm 2025, 43‘/52‘ (TV-/internationale Fassung; D/F/E); als Teil der Reihe „Sternstunden der Musikgeschichte“
- Arturo Benedetti Michelangeli spielt Ravel, ZDF/ARTE, sounding images: Dokumentarfilm 2025, 43‘/52‘ (TV-/internationale Fassung; D/F/E); als Teil der Reihe „Sternstunden der Musikgeschichte“
- Richard Strauss im Zwielicht. Der Komponist und das Dritte Reich, BR/ARTE/SRF/SVT, sounding images: Dokumentarfilm 2024, 52' (TV-/internationale Fassung; D/F/E)
- Angela Gheorghiu singt „La Traviata“, ZDF/ARTE, sounding images: Dokumentarfilm 2024, 43‘/52‘ (TV-/internationale Fassung; D/F/E); als Teil der Reihe „Sternstunden der Musikgeschichte“
- Sergiu Celibidache und die Berliner Philharmoniker, ZDF/ARTE, sounding images: Dokumentarfilm 2023, 43‘/52‘ (TV-/internationale Fassung; D/F/E); als Teil der Reihe „Sternstunden der Musikgeschichte“
- Der 11. September 2001. Hélène Grimaud in London, ZDF/ARTE, sounding images: Dokumentarfilm 2022, 43‘/52‘ (TV-/internationale Fassung; D/F/E); als Teil der Reihe „Sternstunden der Musikgeschichte“
- Die Stimme der Vögel. Olivier Messiaen, Komponist und Ornithologe, SWR/ARTE, sounding images: Dokumentarfilm 2022, 52‘ (TV/internationale Fassung; D/F/E)
- Der Karneval der Tiere. Ein Musikstück erzählt, WDR/ARTE, sounding images: Dokumentarfilm 2021, 52‘ (TV-/internationale Fassung; D/F/E)
- Martha Argerich in Warschau, ZDF/ARTE, sounding images: Dokumentarfilm 2020, 43‘/52‘ (TV-/internationale Fassung; D/F/E); als Teil der Reihe „Sternstunden der Musikgeschichte“
- Vladimir Horowitz. Das Moskau-Konzert, ZDF/ARTE, sounding images: Dokumentarfilm 2018, 43‘/52‘ (TV-/internationale Fassung; D/F/E); als Teil der Reihe „Sternstunden der Musikgeschichte“
- „Mission K“. Voller Körpereinsatz. ALL IN für den Tanz, ZDF/ZDFkultur, sounding images: Kurzfilm 2019
- „Mission K“. Lampenfieber. Der treue Begleiter auf der Bühne, ZDF/ZDFkultur, sounding images: Kurzfilm 2019
- „Mission K“. 1001 Probespiele. Wie bewirbt man sich mit seinem Instrument?, ZDF/ZDFkultur, sounding images: Kurzfilm, Februar 2019 (Pilot der Serie)[8]

### Als Producer
- Pierre-Laurent Aimard spielt Olivier Messiaen in St. Canisius, ARTE, sounding images: Arte Concert 2022, 50‘; Regie: Martin Baer
- Im Exil von Göttern und Menschen – Teil I: Das DSO in der Friedrichswerderschen Kirche und der Natur; Kunst-/Konzertfilm, 2020/21; im Auftrag vom DSO, sounding images; Regie: Martin Baer und Frederic Wake-Walker
- Im Exil von Göttern und Menschen – Teil II: Das DSO in der Friedrichswerderschen Kirche und der Natur; Kunst-/Konzertfilm, 2020/21; im Auftrag vom DSO, sounding images; Regie: Martin Baer und Frederic Wake-Walker
- Im Exil von Göttern und Menschen – Teil III: Das DSO im Club Sisyphos; Kunst-/Konzertfilm, 2021; im Auftrag vom DSO, sounding images; Regie: Martin Baer und Frederic Wake-Walker[8]

## Auszeichnungen
- Film- und Medienstiftung NRW (2025) – Hans Werner Henze. Komponist, Kommunist, Dandy (Filmförderung für das Projekt)[9]
- Golden Prague (2022) – Die Stimme der Vögel. Olivier Messiaen, Komponist und Ornithologe (Nominierung)
- Rose d’Or Award (2021) (Arts) – Der Karneval der Tiere. Ein Musikstück erzählt (Nominierung)
- Golden Prague (2021) – Der Karneval der Tiere. Ein Musikstück erzählt (Nominierung)
- Venice TV Awards (2019) (Performing Arts) – Vladimir Horowitz. Das Moskau-Konzert (Nominierung)[8]